# Municipio de Bigelow (Minnesota)
El municipio de Bigelow (en inglés: Bigelow Township) es un municipio ubicado en el condado de Nobles en el estado estadounidense de Minnesota. En el año 2010 tenía una población de 373 habitantes y una densidad poblacional de 3,98 personas por km².

## Geografía
El municipio de Bigelow se encuentra ubicado en las coordenadas 43°33′18″N 95°37′10″O / 43.55500, -95.61944. Según la Oficina del Censo de los Estados Unidos, el municipio tiene una superficie total de 93.64 km², de la cual 89,5 km² corresponden a tierra firme y (4,42 %) 4,14 km² es agua.

## Demografía
Según el censo de 2010, había 373 personas residiendo en el municipio de Bigelow. La densidad de población era de 3,98 hab./km². De los 373 habitantes, el municipio de Bigelow estaba compuesto por el 98,66 % blancos, el 0,54 % eran afroamericanos, el 0,27 % eran de otras razas y el 0,54 % eran de una mezcla de razas. Del total de la población el 1,07 % eran hispanos o latinos de cualquier raza.